# Æterisk olie
Æteriske olier eller essentielle olier er koncentrerede, flygtige planteolier, som indeholder hydrofobe organiske forbindelser. 

## Fremstilling
Æteriske olier isoleres fra plantemateriale ved dampdestillation, presning eller ved ekstraktion med solventer.

## Anvendelse
Æteriske olier anvendes i parfume, aromaterapi, kosmetik og som smagsstoffer i mad og drikkevarer, samt i mindre mængder i rengøringsprodukter og medicinalindustrien.
Æteriske olier kan bruges til saunagus.